# Aspila batuense
Aspila batuense är en fjärilsart som beskrevs av François Louis Nompar de Caumont de Laporte 1977. Aspila batuense ingår i släktet Aspila och familjen nattflyn. Inga underarter finns listade i Catalogue of Life.